# Disney's Toontown Online
Disney’s Toontown Online était un jeu de rôle en ligne massivement multijoueur à la fois gratuit et payant de Disney Online dont l’action se déroulait dans Toontown, la ville des toons. 
Les joueurs pouvaient y incarner des personnages toons, proches de ceux des productions Disney tels que l'on peut retrouver dans l’univers de Mickey Mouse ou de Donald Duck. 
Le 19 septembre 2013, Toontown Online ferme ses portes aux États-Unis, marquant définitivement la fin du jeu.

## Historique
Le jeu a été lancé par le groupe Walt Disney Internet Group le 2 juin 2003 pour le marché américain, le 25 mai 2004 pour le marché britannique et le 1er mai 2005 pour le marché français. La plateforme fermera le 19 septembre 2013. Tous les membres ont reçu un courriel annonçant la fermeture du site.
Les plates-formes traduites du jeu n'ont pas eu de succès. En effet, depuis 2006 les versions allemandes, espagnoles, asiatiques, françaises, japonaises et brésiliennes ont été fermées (version française officiellement fermée le 30 septembre 2009), la version britannique fut ensuite fusionnée avec la version américaine ce qui confirma l'arrêt de la distribution localisée du jeu.
L'annonce de la fermeture de Toontown USA prévue pour le 19 septembre 2013 a provoqué pas mal de grabuge. En effet, une pétition a été ouverte pour essayer de laisser en vie ce jeu qui marchait (version USA/UK seulement), mais le quota de signatures n'a pas atteint son but. Toontown USA fermera officiellement ses portes le 19 septembre 2013 à 11:59 A.M Pacifique time.
Une rumeur sur les forums de Toontown Hall annonce une version Toontown 2.0 de prévue. Disney n'a pas annoncé de nouvelle version officiellement. Le 21 août 2013, Disney Internet Group annonce la fermeture des mondes virtuels Toontown Online prévue le 19 septembre, Pirates of the Caribbean Online et Pixie Hollow pour se recentrer sur Club Penguin et les jeux mobiles.
Depuis, de nombreux serveurs indépendants ont vu le jour afin de pouvoir redonner la chance à la communauté de rejouer. Les trois serveurs les plus connus sont :
- « Toontown Rewritten »[6] qui a pour but de refaire le jeu Toontown Online original en ajoutant de nouveaux contenus ;
- « Toontown Corporate Clash »[7] qui propose un Toontown revisité avec de nouveaux modes, de nouvelles histoires et de nouveaux personnages ;
- « Toontown Frenchy »[8] vise à recréer le jeu original Toontown Online en incorporant de nouveaux éléments, et il se distingue en tant que seul et unique serveur entièrement en langue française.

## Les quartiers
Toontown est organisée en plusieurs aux thématiques distinctes.

### ToontownCentre (Toontown Central)
Toontown Centre est le point de départ pour tous les nouveaux joueurs, avec un décor de centre-ville aux couleurs vives rappelant un parc d'attractions. C’est le cœur de Toontown, avec des bâtiments joyeux, des rues animées, et des boutiques où les joueurs peuvent acheter des gags et des accessoires. On y trouve le Toon Hall, le Circuit Dingo, et un kiosque au centre de l'aire de jeux. Les tâches y sont simples, adaptées aux débutants, et les rues mènent vers des quartiers plus difficiles.
Ce quartier est composé des rues suivantes : 
- Avenue des Fondus (Loopy Lane) ;
- Place des Blagues (Puchline Place) ;
- Rue Bêta (Silly Street).

### Quais Donald (Donald’s Dock)
Les Quais Donald sont un quartier portuaire entouré d’eau, rempli de quais en bois, de petits bateaux et de pontons. Les bâtiments ont une esthétique maritime et Donald Duck est l’emblème de cette région. Les Cogs y sont plus forts qu’à Toontown Centre, et les joueurs y découvrent de nouvelles missions en lien avec le thème nautique.
Ce quartier est composé des rues suivantes : 
- Rue des Récifs (Seaweed Street) ;
- Boulevard de la Bernache (Barnacle Boulevard) ;
- Allée des Marées (Lighthouse Lane).

### Les Jardins de Daisy (Daisy’s Gardens)
Les Jardins de Daisy sont un quartier verdoyant inspiré des jardins botaniques, où les fleurs, les statues et les fontaines dominent le paysage. C’est une zone colorée et paisible, avec une ambiance calme et printanière. L’aire de jeux est un vaste jardin entouré de buissons et de parterres fleuris. Les défis y augmentent en difficulté, et les joueurs y viennent pour des tâches intermédiaires, entourés d'une atmosphère de sérénité.
Ce quartier est composé des rues suivantes : 
- Rue Des Ormes (Elm Street) ;
- Rue des Erables (Maple Street) ;
- Rue du Chêne (Oak Street).

### Le Pays Musical de Minnie (Minnie’s Melodyland)
Le Pays Musical de Minnie est un quartier sur le thème de la musique, où les bâtiments ressemblent à des instruments géants et les rues portent des noms évoquant des termes musicaux. L’aire de jeux est un grand opéra en plein air, et la musique change selon l’endroit où l’on se trouve. Les joueurs affrontent ici des Cogs plus redoutables tout en profitant d’une ambiance mélodieuse et artistique, en accord avec l’esprit musical de Minnie Mouse.
Ce quartier est composé des rues suivantes : 
- Avenue du Contralto (Alto Avenue) ;
- Boulevard du Baryton (Baritone Boulevard) ;
- Terrasse des Ténors (Tenor Terrace).

### Le Glagla (The Brrrgh)
Le Glagla est une région glaciale au cœur de montagnes enneigées, où le climat est rigoureux et les Cogs encore plus coriaces. Les bâtiments sont recouverts de neige, et la place centrale abrite un grand igloo. L’atmosphère est celle d’un village de ski enneigé, avec des bonhommes de neige et des toons portant des écharpes. C’est un quartier de niveau avancé, où les missions deviennent plus complexes et les combats plus intenses.
Ce quartier est composé des rues suivantes : 
- Rue de la Neige fondue (Sleet Street) ;
- Chemin du Marin (Walrus Way) ;
- Place Polaire (Polar Place).

### Le Pays des Rêves de Donald (Donald’s Dreamland)
Le Pays des Rêves de Donald est un quartier mystérieux et brumeux sur le thème du sommeil et des rêves, avec des oreillers géants, des matelas et des motifs de lune omniprésents. L’aire de jeux est enveloppée de brouillard. C’est le quartier le plus difficile de Toontown, avec des Cogs extrêmement puissants. Les joueurs viennent ici pour accomplir des missions de haut niveau, le tout dans une ambiance surréaliste et apaisante.
Ce quartier est composé des rues suivantes : 
- Boulevard de la Berceuse (Lullaby Lane) ;
- Place de la Couette (Pajama Place).

### La Forêt de glands de Tic et Tac (Chip n’ Dale’s acorn acres)
La Forêt de Glands de Tic et Tac est un quartier forestier destiné aux activités de plein air, où les joueurs peuvent pêcher, faire du golf ou explorer la nature. L’aire de jeux est centrée autour d’un grand parcours de golf, et les arbres et les buissons décorent la zone. Le quartier est calme et offre des activités de loisirs pour les toons, loin de l’agitation des combats, et constitue un lieu idéal pour se détendre entre les batailles.

### Le Circuit Dingo (Goofy’s speedway)
Le Circuit Dingo est un quartier destiné aux courses de karting, avec plusieurs circuits où les toons peuvent s’affronter. L’aire de jeux est un grand stade de course où les joueurs peuvent acheter et personnaliser leurs karts, participer à des compétitions, et gagner des tickets pour débloquer de nouveaux éléments. C’est un quartier unique en son genre, axé sur les défis de conduite, distinct du combat habituel contre les Cogs.

## Activités
Dans Disney’s Toontown Online, l’activité principale consiste à combattre les Cogs, des robots sans humour qui veulent rendre triste Toontown ainsi que tous ses toons. Mais, il y a d’autres activités comme la pêche, le jardinage, le karting au Circuit Dingo, le mini-golf de Tic et Tac et les fêtes. Une fête peut être créée par un toon abonné, il s’agit en fait de fêtes où il y a des mini-jeux tels que le Cog-o-War ou le jeu du canon.

## Les cogs
Les cogs sont les ennemis du jeu. Les joueurs doivent les vaincre dans le but de sauver Toontown. 

### Liste des cogs
Dans Toontown Online, il existe quatre famille de cogs : Chefbot (Bossbot), Loibot (Lawbot), Caissbot (Cashbot) et Vendibot (Sellbot). Chacune d'entre elles propose une variété de cogs à affronter.
| Niveaux       | Chefbots (Bossbots)           | Loibots (Lawbots)             | Caissbots (Cashbots)           | Vendibots (Sellbots)             |
| ------------- | ----------------------------- | ----------------------------- | ------------------------------ | -------------------------------- |
| Niveau 1 - 5  | Laquaistic (Flunky)           | Volebas (Bottom Feeder)       | Gardoseille (Short Change)     | Cassepied (Cold Caller)          |
| Niveau 2 - 6  | Gratte-papier (Pencil Pusher) | Pique-au-sang (Bloodsucker)   | Radino (Penny Pincher)         | Télévendeur (Telemarketer)       |
| Niveau 3 - 7  | Beniouioui (Yesman)           | Charabieur (Double Talker)    | Grippesou (Tightwad)           | Cafteur (Name Dropper)           |
| Niveau 4 - 8  | Microchef (Micromanager)      | Charognard (Ambulance Chaser) | Pince Menu (Bean Counter)      | Passetout (Glad Hander)          |
| Niveau 5 - 9  | Touptisseur (Downsizer)       | Frappedos (Back Stabber)      | Gobbechiffre (Number Cruncher) | Secousse-cousse (Mover & Shaker) |
| Niveau 6 - 10 | Chassetête (Head Hunter)      | Tournegris (Spin Doctor)      | Sacassous (Money Bags)         | Biface (Two Face)                |
| Niveau 7 - 11 | Attactic (Corporate Raider)   | Avocageot (Legal Eagle)       | Usurier (Loan Shark)           | Le Circulateur (The Mingler)     |
| Niveau 8 - 12 | Gros Blochon (The Big Cheese) | Chouffleur (Big Wig)          | Pillard (Robber Baron)         | M.Hollywood (Mr. Hollywood)      |

### Les quartiers généraux des cogs
- Le quartier général des Vendibots où siège le vice-président.
- Le quartier général des Caissbots où siège le directeur financier.
- Le quartier général des Loibots où siège le chef de la Justice.
- Le quartier général des Chefbots où siège le directeur général (Ce QG Cog n'a jamais été ajouté sur les serveurs français).

## Les gags
Les gags sont les armes qu’utilisent les toons pour détruire les cogs.
Il existe 7 sortes de gags que les toons peuvent utiliser :
- Toonique (Toon-up) : il permet de soigner les autres toons quand ils perdent trop de points de vie / rigolpoints (ou laff en anglais) ;
- Piège (Trap) : il permet de piéger les cogs avec des trappes en dessous de leurs pieds, ou des sables mouvants ;

- Leurre (Lure) : il permet d'empêcher les cogs de vous attaquer pendant plusieurs manches grâce à un billet, un aimant ;

- Tapage (Sound) : ils permettent d'étourdir tous les cogs présents dans un combat et facilite le taux de réussite pour les lâchers de poids lourds. C'est le gag le plus utilisé dans le VP, CEO, CFO et CJ ;

- Lancer (Throw) : permet de lancer des tartes à la crème, voire un gâteau d'anniversaire selon le niveau d'évolution ;

- Éclaboussure (Squirt) : va du pistolet à eau, en passant par la bouche à incendie et finissant par les geysers, l'eau permet d'étourdir et de faire beaucoup de dommages ;

- Chute  (Drop) : en appuyant sur un bouton, le gag du poids lourd permet de faire tomber sur les cogs des poids lourds partant d'une enclume jusqu'au piano géant, finissant par un énorme bateau (comme le Titanic).